# Helictotrichon umbrosum
Helictotrichon umbrosum är en gräsart som först beskrevs av Ferdinand von Hochstetter och Ernst Gottlieb von Steudel, och fick sitt nu gällande namn av Charles Edward Hubbard. Helictotrichon umbrosum ingår i släktet Helictotrichon och familjen gräs. Inga underarter finns listade i Catalogue of Life.